# ماركو خان
ماركو خان (بالفارسية: مارکو خان) هو ممثل إيراني من أصول أرمنية، ولد في القرن 20 في طهران في إيران.

## أعمال

### أفلام
- (2008) 10000 ق م[2][3]
- (2008) آيرون مان[4][5]
- (2014) الله ليس ميتا

## وصلات خارجية
- ماركو خان على موقع IMDb (الإنجليزية)
- ماركو خان على موقع ميتاكريتيك (الإنجليزية)
- ماركو خان على موقع روتن توميتوز (الإنجليزية)
- ماركو خان على موقع ألو سيني (الفرنسية)
- ماركو خان على موقع أول موفي (الإنجليزية)
- ماركو خان على موقع قاعدة بيانات الفيلم (الإنجليزية)
- ماركو خان على موقع ليتربوكسد (الإنجليزية)